# کریستوفر ریو
کریستوفر دالیِر ریو (به انگلیسی: christopher D'Olier Reeve؛ ۲۵ سپتامبر ۱۹۵۲ – ۱۰ اکتبر ۲۰۰۴) بازیگر، تهیه‌کننده و نمایش‌نامه‌نویس آمریکایی بود.

## زندگی
پدرش نویسنده و استاد ادبیات انگلیسی و مادرش روزنامه‌نگار بود که بعد از مدتی از هم طلاق گرفتند و مادرش او را به همراه برادرش به نیوجرسی برد و در آنجا با یک بانکدار ازدواج کرد. او تحصیلاتش را در دانشگاه کرنل و جولیارد انجام داد.

## حرفه
وی کارش را با تئاتر آغاز کرد و در دوره‌ای که هنوز دانشجو بود، در مجموعهٔ عشق زندگی جلوی دوربین رفت. در نمایش مایه‌متانت که در سال ۱۹۶۷ در برادوی اجرا شد، با نقش نوهٔ کاترین هپبورن به روی صحنه رفت. ریو از اواخر دههٔ ۱۹۷۰ وارد سینما شد و با نقش اصلی دومین فیلمش،  سوپرمن که از میان دویست کاندید این نقش انتخاب شده بود، به شهرت جهانی رسید اما همین نقش در مجموعهٔ فیلم ۴ قسمتی اختصاصی‌اش، به او امکان شکوفایی استعداد بازیگری‌اش در فیلم‌های بیشتری را نداد. وی همچنین نقش یکی از محبوب‌ترین شخصیت‌های پرده نقره‌ای را بازی کرد و با همان نقش برای همیشه جاودان شد. وی کتابی نیز با نام هیچ چیز غیرممکن نیست نوشته‌است.

## درگذشت
ریو در سال ۱۹۹۵ میلادی، بر اثر حادثه‌ای که در یک مسابقهٔ اسب دوانی برایش رخ داد، فلج شد؛ و ۹ سال بعد، در ۱۰ اکتبر سال ۲۰۰۴، بر اثر ایست قلبی چشم‌هایش را بر این جهان بست.

## فیلم‌شناسی
فهرست برخی از فیلم‌هایی که کریستوفر ریو در آن‌ها به ایفای نقش پرداخته‌است:
- (۱۹۷۸) گری لیدی غرق شده
- (۱۹۷۸) سوپرمن
- (۱۹۸۰) جایی در زمان
- (۱۹۸۰) سوپرمن ۲
- (۱۹۸۲) تله مرگ
- (۱۹۸۲) مونسینور
- (۱۹۸۳) سوپرمن ۳
- (۱۹۸۴) بوستونی‌ها
- (۱۹۸۵) هوانورد
- (۱۹۸۷) مهارت شهرنشینی
- (۱۹۸۷) سوپرمن ۴: در جستجوی صلح
- (۱۹۸۸) تعویض کانال‌ها
- (۱۹۹۲) سروصدای پشت صحنه
- (۱۹۹۳) شکوه صبح
- (۱۹۹۳) بازمانده روز
- (۱۹۹۴) بی‌کلام
- (۱۹۹۵) دهکده نفرین‌شدگان
- (۲۰۰۶) سوپرمن ۲: ریچارد دانر کات